# Blooming Grove, Wisconsin
Blooming Grove là một thị trấn thuộc quận Dane, tiểu bang Wisconsin, Hoa Kỳ. Năm 2010, dân số của thị trấn này là 1.576 người.